# Schloss Obersalwey

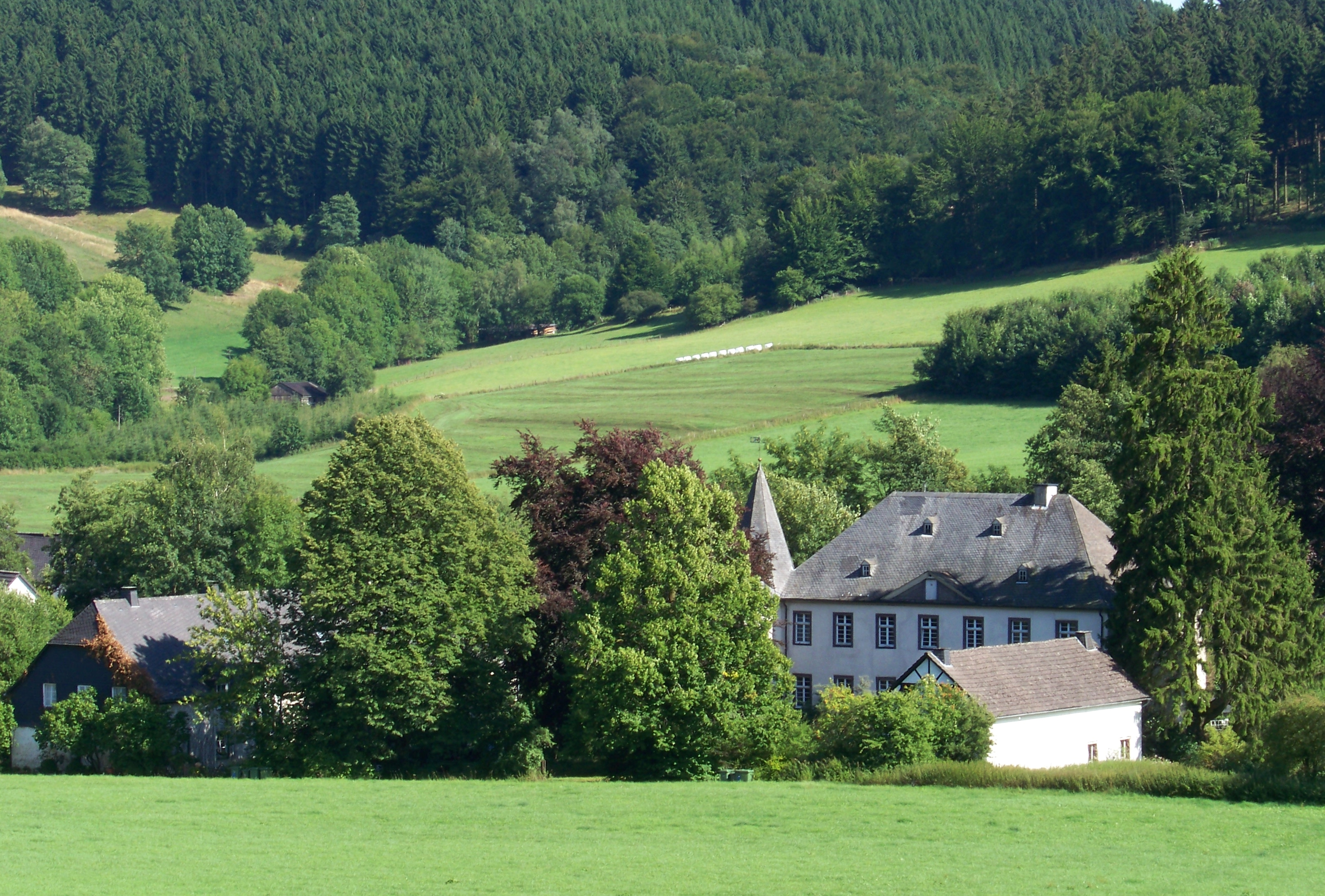
Fernansicht des Schlosses

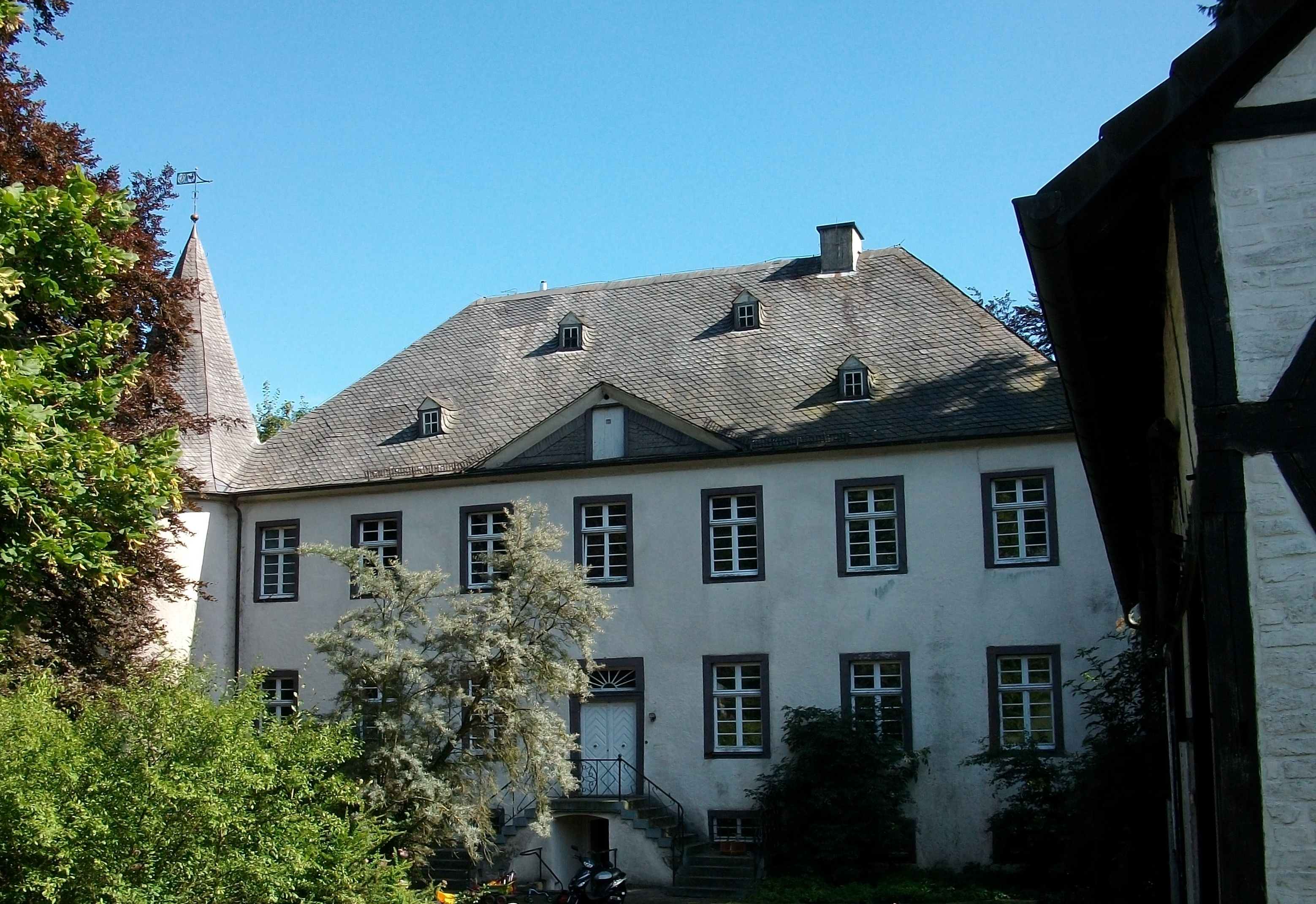
Herrenhaus

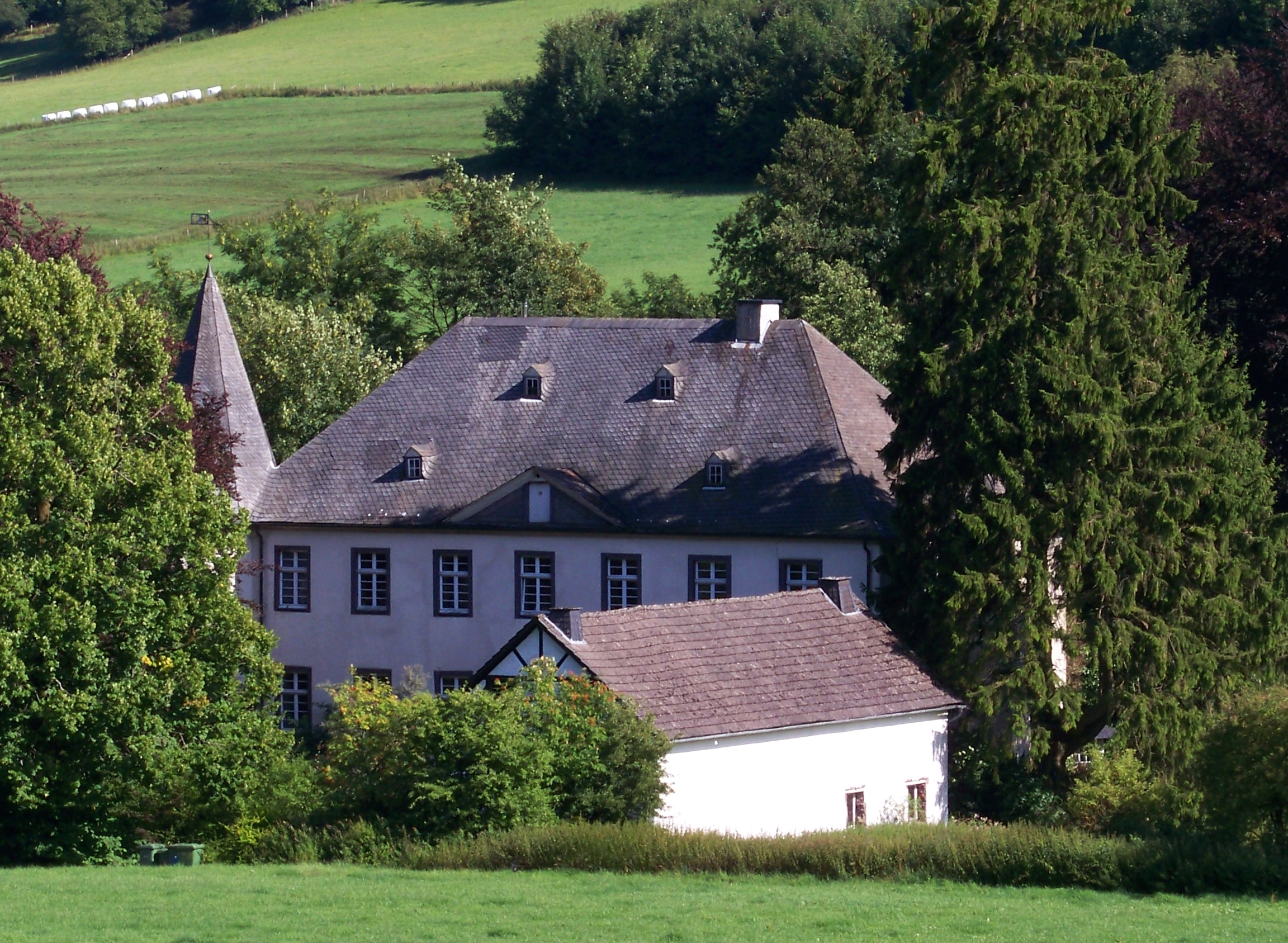
Schloss Obersalwey

Das Schloss Obersalwey, auch Haus Obersalwey genannt, steht in der Gemeinde Eslohe im gleichnamigen Ortsteil Obersalwey im Hochsauerlandkreis. Es befindet sich in Privatbesitz. Eine Besichtigung ist nicht möglich.

## Geschichte
Der Vorgängerbau wurde um 1540 von Jost von Schade und seiner Frau errichtet und erhielt 1820 unter Wilhelm von Schade die heutige Form. Nach einem Brand im Jahr 1834 ließ Wilhelms Familie das heutige Schloss nach dem historischen Vorbild wiederaufbauen.
Dem Adelsgeschlecht von Schade gehörte das Anwesen bis 1867, als Friederike von Schade den Besitz nach dem Tod ihres Mannes veräußerte. Danach wechselte die Anlage mehrfach den Besitzer und war Eigentum der Familien von Rump, Landsberg zu Velen und Gemen und Wrede-Meschede. Als Anna von Wrede-Meschede 1908 den Grafen Stephan von Spee heiratete, brachte sie den Besitz an seine Familie, die dort nach dem Zweiten Weltkrieg ihre Forstverwaltung unterbrachte.
Nach einer umfassenden Renovierung in den 1970er Jahren dienten die Gebäude etwa fünf Jahre lang als Schlosshotel. Danach standen sie einige Jahre leer. 1984 wurde das Schloss unter Denkmalschutz gestellt und wird heute zu privaten Zwecken genutzt.

## Beschreibung
Das Anwesen besteht aus einem Herrenhaus und den Gebäuden des zu Obersalwey gehörigen Gutshofs. Das Haupthaus ist ein rechteckiges, weiß verputztes Gebäude mit zwei Geschossen, die von einem hohen Walmdach bedeckt sind. An seiner nordöstlichen Ecke steht ein Rundturm mit polygonalem Helm, der von einer Wetterfahne bekrönt ist. Das Herrenhaus ist durch Fenster in sieben Achsen gegliedert. In der mittleren Achse, die auf Traufhöhe von einem kleinen Dreiecksgiebel abgeschlossen ist, befindet sich der schlichte Haupteingang, zu dem eine zweiläufige Freitreppe hinaufführt.